# 灭多威
灭多威（英語：Methomyl）是一种氨基甲酸酯类杀虫剂，原药为白色晶体粉末，商品态为可湿性粉剂、可溶性粉剂或乳油。1966年美国杜邦公司首先以“Lannate/万灵”的商品名将其推广为广谱杀虫剂。主要用于棉蚜（Aphis gossypii）、斜纹夜蛾（Spodoptera litura）等的防杀。
灭多威被美国国家环境保护局（EPA）归为第一类高毒性物质，对人体皮肤、肺、消化道、肾、脾和造血器官有不同程度的毒害作用，但在对大鼠和兔的动物实验中未发现致畸、致突变、致癌作用。

## 残留限量
中华人民共和国国家标准《食品中百草枯等54种农药最大残留限量》（GB26130-2010）规定灭多威在食品中的最大残留限量为：
| 茶叶     | 3 mg/kg |
| 菜薹     | 1 mg/kg |
| 结球甘蓝 | 2 mg/kg |

中华民国行政院卫生署《残留农药安全容许量标准》（101年1月20日）规定的最大残留限量为：
| 小叶菜类 | 3 mg/kg   |
| 小浆果类 | 2 mg/kg   |
| 包叶菜类 | 2 mg/kg   |
| 瓜菜类   | 1 mg/kg   |
| 米类     | 0.5 mg/kg |
| 豆菜类   | 1 mg/kg   |
| 果菜类   | 1 mg/kg   |
| 柑桔类   | 1 mg/kg   |
| 核果类   | 2 mg/kg   |
| 根菜类   | 2 mg/kg   |
| 茶类     | 1 mg/kg   |
| 干豆类   | 0.5 mg/kg |
| 梨果类   | 0.5 mg/kg |
| 番荔枝   | 1 mg/kg   |
| 杂粮类   | 1 mg/kg   |

残留检测可以参照ASTM D7645 - 10e1使用液相色谱-串联质谱（LC/MS/MS）检测。采用中华人民共和国农业行业标准NY/T 761-2008第三部分的检测方法，检出限亦可达到0.01 mg/kg。